# 粟島佳奈子
粟島 佳奈子（あわしま かなこ、1988年12月26日 - ）は、元北日本放送のアナウンサー。

## 来歴
富山県富山市出身。富山県立富山中部高等学校、金沢大学卒業。金沢大学在学中の2007年夏に「高岡万葉大使」に選出され、2009年まで高岡市の式典業務や観光PRに従事していた。
大学を卒業後、2011年に北日本放送に入社。元同局アナウンサーの庄司幸寛は、同じ高校の卒業生である。
2019年5月、小学校時代からの同級生と結婚。
2024年3月末を以て、13年間在籍した北日本放送を退社することを３月23日放送の『ちょこミラ』で報告。同年10月からフリーアナウンサーとして活動を再開した。

## 出演番組

### テレビ
過去
- がっぱです。
- ラブぽけ - 「粟島佳奈子のどこ行こうかな？どこかな♪」リポーター
- ゼロいち - MC
- いっちゃん☆KNB
  - 前半部 月・火曜MC（2015年3月30日 - 2018年3月27日）
  - 後半部 水 - 金曜フィールドキャスター（2017年4月5日 - 2018年3月30日）
  - 前半部 木・金曜MC（2022年4月7日 - 9月30日）
- ワンエフ - キャスター
- ちょこミラ - MC
- KNBニュース

### ラジオ
過去
- 夢見るクラシック（2022年4月 - ）
- とれたてワイド朝生! - 月曜日・火曜日（2022年10月 - ）
- KNBニュース

過去
- ことばの泉 - 不定期出演（2015年6月 - 2019年3月）[6][7]